# Oppidum

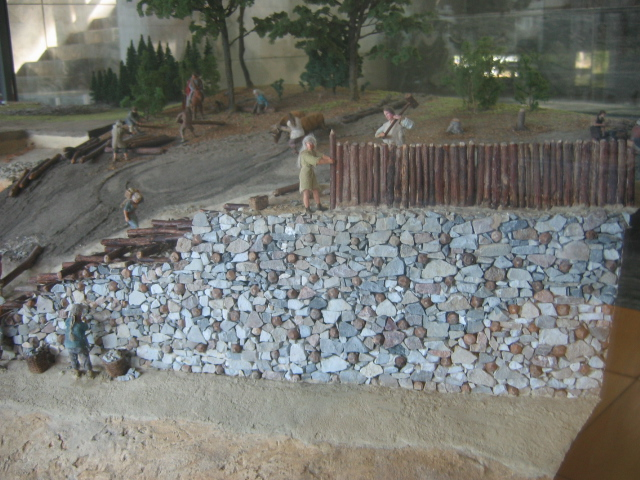
Murus gallicus en Bibracte

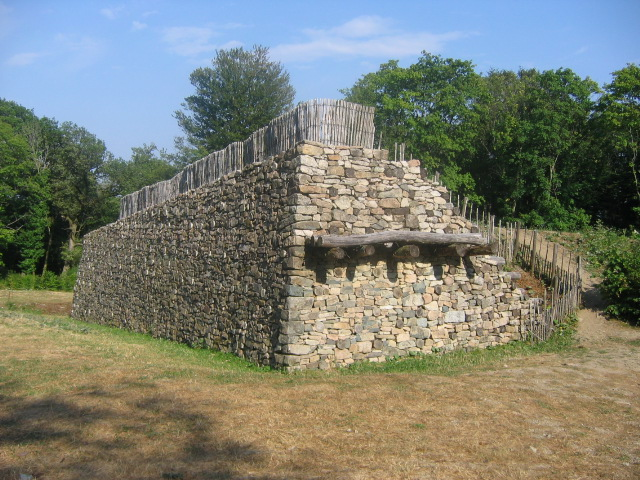
Bibracte, Puerta Rebout

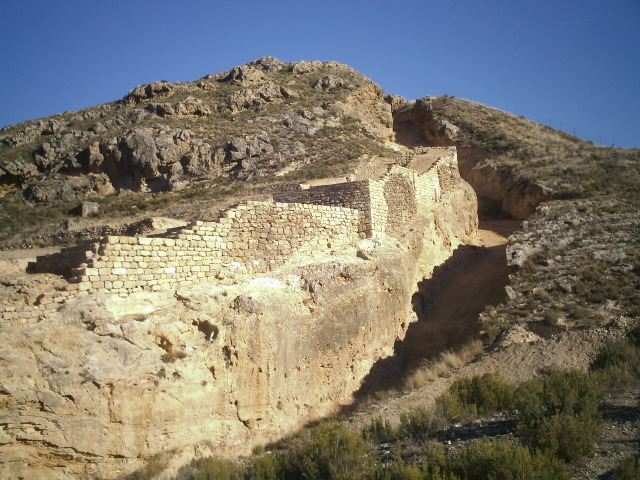
Contrebia Leucade, en La Rioja, España. Detalle de la muralla y el foso celtíberos

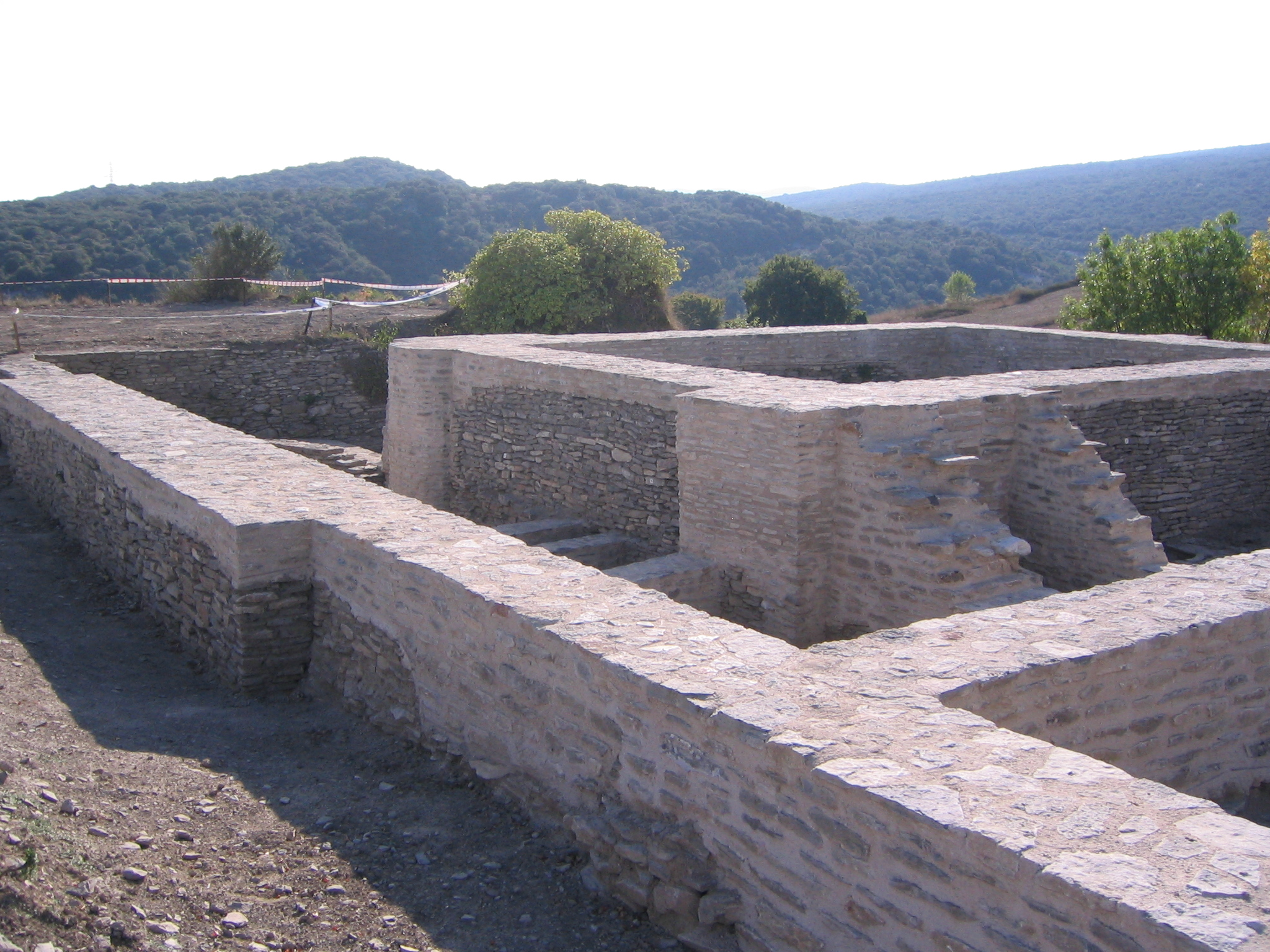
Iruña-Veleia, en Álava, España. Edificio tardoimperial

Un oppidum (plural en latín: oppida) es un término genérico en latín que designa un lugar elevado, una colina o meseta, cuyas defensas naturales se han visto reforzadas por la intervención del ser humano. Los oppida se establecían, generalmente, para el dominio de tierras aptas para el cultivo o como refugio fortificado que podía tener partes habitables.
Los romanos llamaban así a los asentamientos, generalmente fortificados, de los pueblos que iban conquistando. Estos asentamientos, con origen en la Edad del Hierro, en muchos caso fueron transformados por la influencia de la romanización. En la península Ibérica los oppida tienen unas características diferentes a los de la Europa central. Mientras que allí los muros que rodeaban el núcleo eran de tierra, piedras y madera, unida con barras de hierro, en Iberia se utilizaban mampuestos y sillares poco escuadrados tanto para muros de la muralla defensiva como para el perímetro habitacional. Se han denominado también castros para los realizados por los celtas, ilturs o iltirs por los íberos y brigas por los celtiberos.
Los oppida son conocidos gracias a las descripciones hechas por Julio César en De Bello Gallico. Sus muros son de tierra y piedra, reforzados con unas traviesas de madera unidas perpendicularmente por unas largas clavijas de hierro (20 a 30 cm). Este tipo de muro característico de los oppida galos se denomina murus gallicus. 
El nombre de oppidum se utiliza, genéricamente, para designar lugares de diferente amplitud, que pueden ir desde 1 o 2 hasta varias centenas de hectáreas: el recinto del oppidum de Manching, cercano a Ingolstadt en Baviera (Alemania) abarca hasta 350 hectáreas. Los lugares conocidos con este nombre pudieron ser utilizados desde principios de la primera Edad de Hierro hasta el siglo I. 

## Función de losoppida
En el continente y, particularmente, en Galia, algunos oppida pueden ser considerados como las primeras formas de "aldeas" o como centros "proto-urbanos" de la Europa bárbara, dando lugar a la denominación de civilización de los oppida, para designar la realidad socioeconómica que predominaba antes de la guerra de las Galias. Las dificultades para conocer su función son varias: en primer lugar no se conocen las infraestructuras de todos los oppida existentes, sólo la de aquellos que la arqueología nos permite entrever. Por otra parte, la opinión de los arqueólogos también es divergente en cuanto a la importancia exacta que esos lugares pudieron tener durante la civilización céltica y, particularmente, en la civilización gala que precedió a la conquista romana.
Como lo demuestran los documentos acerca de los lugares de Manching acerca de los oppida que se hallan sobre un monte de Luxemburgo (Tielberg), o en Bibracte (en el monte Beuvray de Francia) se sabe que los oppida más importantes, repartidos regularmente y en gran número, fueron construidos, lo más tarde, a partir del siglo II antes de la era cristiana.
La organización de algunos oppida durante el período final de La Téne pudo aproximarse, en cierta medida, al modelo de las ciudades arcaicas del mundo clásico. Parece que, en su origen, el desarrollo particular de alguno de estos lugares pudo estar ligado a la existencia de un lugar de culto importante (Entremont, en el norte de Aix-en-Provence) o la Alesia de los mandubios.
Según Stéphane Fichtl (Les peuples gaulois, París, 2004) el término de civitas utilizado por Julio César en sus Commentarios, pudo corresponder, en determinados casos, a una realidad política en el centro de la cual el oppidum, verdadera capital, pudo concentrar el poder político de un pueblo o de una federación de pueblos sobre sus clientes y dentro de un territorio delimitado: la mejor ilustración de esta hipótesis es el ejemplo de los eduos cuya magistratura suprema, los vergobretos, se ejercía en el interior de este territorio.
Las concentraciones de importaciones mediterráneas descubiertas en muchos oppida han revelado la importancia que algunas de estas plazas fuertes tuvieron en las redes comerciales que unían el mundo bárbaro con el mundo mediterráneo, mucho antes del período lateniano.
Algunos de estos oppida pudieron jugar, efectivamente, un mayor papel político en la época de los principados celtas del principio de la Edad de Hierro, permitiendo a una aristocracia local el control de las fronteras y ejercer su poder sobre un territorio que podía abarcar hasta 80 km de diámetro (como en el caso de Hohenasperg, en Alemania, cf. Patrice Brun, Princes et princesses de la Celtique, París, 2000).
El oppidum de Mont Lassois, en Côte-d'Or y que fue descubierto al mismo tiempo que se descubrió la principesca Tumba de Vix, es un ejemplo de estas fortalezas construidas a finales del período de Hallstatt.

## Tipología
Existen muchas formas de murallas oppida, pero predominan dos grandes categorías: los “espolones cerrados” y las murallas o recintos cerrados.
Los espolones cerrados pueden ser de diferentes tipos:
- los meandros barrados (ex. Besançon), o el meandro de una costa, de un río… cerrados por una presa. Durante la Tena Final, un embalse se construía alrededor del oppidum (esto revela una utilidad puramente simbólica, la separación pueblo/campo, en ningún caso militar).

- las confluencias cerradas, en las que el pueblo se sitúa entre las dos corrientes de agua que se unen; el embalse protege la abertura del oppidum.

- los bordes de un acantilado, el embalse protege, de la misma manera que en las anteriores, la abertura del pueblo. Sin embargo, siempre durante la Tena Final, se observa, asimismo, un foso que rodea este tipo de murallas. Estas tienen, todavía, una función simbólica.

Los fosos (ejem. Mont Beuvray, o Bibracte, del tiempo de Julio César), no tienen formas diferentes. Una muralla rodea la aldea, situada sobre un monte o una colina, la construcción de la misma no tiene en cuenta la topografía del terreno (ejem. Donneberg).
Se puede deducir, por tanto, que los oppida tienen dos grandes tipos de murallas. Lo que distingue los oppida de la Téne Final de aquellos otros que datan de uno o dos siglos anteriores es que las murallas son perpendiculares a las curvas del terreno y que aparecen los fosos. El objetivo no es crear un espacio militar, sino un espacio urbano.

### Ejemplos
- Opidum de Monte Bernorio, Pomar de Valdivia, Palencia, España
- Opidum de Iruña-Veleia, Álava, España
- Oppidum de Begastri, Cehegín, Murcia, España
- Oppidum de Los Villaricos, Caravaca de la Cruz, Murcia, España[2]
- Castro de los Rodiles, Cubillejo de la Sierra, Guadalajara, España
- Cástulo, Linares, Jaén, España
- Cerro de la Plaza de Armas de Puente Tablas, Jaén, España
- Oppidum Noega, Gijón, España
- Urcesa, Alcaraz, España
- Mesa de Miranda, Ávila, España
- Castro de Ulaca, Ávila, España
- Castro de las Cogotas, Ávila, España
- Contrebia Leucade, La Rioja, España
- Bibracte (Mont Beuvray), Francia
- Salon-de-Provence, Francia
- Oppidum d'Ensérune, Francia
- Manching, Alemania
- Alcimoennis, Alemania
- Stradonice, Bohemia
- Óbidos, Portugal
- Basel-Münsterhügel, Suiza
- Traprain Law, Escocia

## El oppidum en época romana
La administración romana siguió utilizando el término oppidum para referirse a ciudades. El oppidum, que en tiempos originalmente fue una fortaleza, comúnmente con vistas a la llanura (ob pedum), que sirvió de refugio en tiempos de peligro, para los habitantes del distrito circundante. (La derivación de opus, sugerida por Mommsen, H. R. 1.39, E. T., es imposible, y ha sido abandonada por él en ediciones posteriores). En época romana no se diferenciara esencialmente de urbs. Pero mientras que esta última palabra se utilizaba sobre todo para Roma, oppidum se convirtió en el nombre general de las ciudades rurales, incluyendo municipia, praefecturae y coloniae. El término también se utilizaba comúnmente para las ciudades que poseían derechos latinos (oppida latina). Conocemos la organización de éstas, principalmente gracias a las Leges Salpensana et Malacitana, ambas ciudades de la provincia Betica, en C. I. L. II. pp. 253 y ss.